# 大橋ひろこ
大橋 ひろこ（おおはし ひろこ、7月23日 - ）は、日本の女性アナウンサー、ナレーター、キャスター、声優、投資家。血液型はB型。既婚者。

## 人物
以前はオフィス薫に所属していた。
ラジオ番組のキャスター、ナレーションを中心に活動。
現在は主に投資関連番組に出演。講演会の司会、モデレーター業も全国展開。ウェブ上でも投資関連での活動が多く、個人投資家としてマーケット情報に特化したブログやTwitterを行っている。
一般社団法人 日本貴金属マーケット協会（JBMA）理事。

## 出演作品

### テレビアニメ
- ミッドナイトホラースクール（2003年、ペギナンド先生、インストラクション）

### 吹き替え

#### 映画
- イン アマゾン
- エロイーズ
- 恋はハッケヨイ!
- 広州殺人事件（キクナ、ユーイン）
- ザ・コア
- シザーズ/氷の誘惑
- スクール・オブ・ロック
- スペース・ミッション 宇宙への挑戦
- ディレイルド 暴走超特急（ナターシャ）
- ノー・マンズ・ランド

#### テレビドラマ
- Dr.マーク・スローン
- バビロン5
- 冬のソナタ

#### アニメ
- ジンジャーの青春日記
- ダック・ドジャース

### ラジオ

#### 現在
- ラジオNIKKEI「マーケット・トレンドDX」（2023年4月 - ）
- TBSラジオ「GMOクリック証券 presents 水谷隼の投資&ヘルスケア」（2024年10月 - ）

#### 過去
- FM多摩「G-WIND」（1995年9月 - 1996年3月）
- 渋谷FM VOICE JAM」（1996年4月 - 1997年3月）
- 渋谷FM「JOURNEY INTO LOVE」（1997年4月 - 1998年7月）
- ラジオたんぱ「おはよう先物セミナー」（1996年9月 - 1998年2月）
- ラジオたんぱ「朝イチ商品」（1998年2月 - 2000年11月）
- FMサルース「ウィークエンド・エディション」（2002年10月 - 2003年4月）
- FMサルース「サタデーモーニング」（2003年4月 - 2004年4月）
- ラジオNIKKEI「サンデー投資塾」（2000年10月 - 2005年12月）毎週日曜日 8:00-9:00
- ラジオNIKKEI「マーケット特報」（2001年5月 - 2009年3月） 毎週火・木12:15-12:30・土曜日7:30-7:40
- ラジオNIKKEI「投資のツボ」（2004年10月 - 2007年3月） 毎週金曜日 12:15-12:30
- ラジオNIKKEI「資産運用アカデミー」（2005年4月 - 2009年3月）
- ラジオNIKKEI「マーケットスクープ」（2009年4月 - 2010年3月）
- ラジオNIKKEI「菊川弘之のマーケット戦略」（2006年6月 - 2008年3月）
- ラジオNIKKEI「ここが凄いゾ！黒沢映画」（2010年10月）
- ラジオNIKKEI「日経平均当てクイズ」（2008年4月 - 2009年3月）
- ラジオNIKKEI「レイモンド・メリマン特別番組」（年2回放送）
- ラジオNIKKEI「北野誠のFXやったるで!」（2011年12月 - 2017年3月）
- ラジオNIKKEI「女神とマネー学」（2017年8月 - 2018年2月）
- ラジオNIKKEI「真壁昭夫のマーケット・ビュー」（2017年4月 - 2019年3月）
- ラジオNIKKEI「マーケット・トレンド」（2007年5月 - 2020年3月）
- ラジオNIKKEI「集まれトレーダー！～シンプルFXトレード」（2017年10月 - 2019年12月）
- FMヨコハマ「マッハドリーム ～宇宙への夢～」（2021年4月 - 2021年6月）
- ラジオNIKKEI「北野誠のトコトン投資やりまっせ。」（2018年4月 - 2023年3月）
- ラジオNIKKEI「マーケット・トレンドPLUS」（2020年4月 - 2023年3月）
- TBSラジオ「GMOクリック証券presents　トレードアイランド学園」(2023年4月 - 2024年9月)

### インターネット番組
- マーケット・スクランブル
- 探究!エミンチャンネル

### オンラインセミナー
- 上田ハーローアカデミックセミナー(大橋ひろ子となっている）
- YJFX！すぐに使えるテクニカル手法／平野朋之氏アシスタント
- YJFX！西原宏一のディーリングルーム/西原宏一氏アシスタント
- 豊商事　YMTV　大倉たかしの本音で言わせて/大倉孝氏アシスタント
- マネックス証券　トレードステーション特別セミナー　小次郎講師の真・チャート講座シリーズ　アシスタント
- アヴァトレード　MT4動画マニュアル

### ナレーション
- サントリー イートシステム
- 渋谷税務署
- 渋谷郵便局 ゆうちょ・簡易保険
- シロウオ〜原発立地を断念させた町
- プロミス いらっしゃいマジン編
- リクルート じゃらん
- ロッテ フラボノフレッシュ

### CD
- ポケモン言えるかな?（歌内ナレーション）

### その他
- ポケモンだいすきえほん（朗読）

## ブログ・コラム執筆
- ひろこのボラタイルな日々(豊商事）
- 大橋ひろこのコモログ(岡藤商事）
- マーケット・トレンド番組後記(ラジオNIKKEI)
- 大橋ひろこのなるほど！わかる！初めてのFX(マネックス証券）
- ＦＸ＆コモディティ（商品） 今週の作戦会議（ダイヤモンド・ザイ・オンライン）
- 大橋ひろこ (@hirokoFR) - X（旧Twitter）